# Christa Zechmeister
Christa Zechmeister, née le 4 décembre 1957 à Berchtesgaden, est une ancienne skieuse alpine allemande.

## Coupe du monde
- Meilleur résultat au classement général : 4e en 1974
  - Vainqueur de la coupe du monde de slalom en 1974
  - 6 victoires : 6 slaloms
  - 11 podiums

### Saison par saison
- Coupe du monde 1973 :
  - Classement général : 24e
- Coupe du monde 1974 :
  - Classement général : 4e
    - Vainqueur de la coupe du monde de slalom
    - 4 victoires en slalom : Val-d'Isère, Les Gets, Les Diablerets et Bad Gastein
- Coupe du monde 1975 :
  - Classement général : 10e
    - 1 victoire en slalom : Schruns
- Coupe du monde 1976 :
  - Classement général : 17e
    - 1 victoire en slalom : Berchtesgaden
- Coupe du monde 1977 :
  - Classement général : 21e
- Coupe du monde 1978 :
  - Classement général : 28e
- Coupe du monde 1979 :
  - Classement général : 31e
- Coupe du monde 1980 :
  - Classement général : 56e

## Arlberg-Kandahar
- Meilleur résultat : 5e place dans le slalom 1975 à Saint-Gervais